# Балаева, Халимат Меджид кызы
Халимат Меджид кызы Балаева (азерб. Həlimat Məcid qızı Balayeva; 1910, Талалар, Закатальский округ — 2001, там же) — советский азербайджанский табаковод, Герой Социалистического Труда (1949).

## Биография
Родилась в 1910 году в селе Талалар Закатальского округа (ныне Белоканский район Азербайджана).
С 1932 года колхозница, звеньевая колхоза «Москва» (бывший «Ударник») Белоканского района Азербайджанской ССР. В 1948 году получила урожай табака сорта «Трапезонд» 25 центнеров с гектара на площади 3 гектара.
С 1970 года пенсионер союзного значения.
Указом Президиума Верховного Совета СССР от 1 июля 1949 года за получение в 1948 году высоких урожаев табака Балаевой Халимат Мджид кызы присвоено звание Героя Социалистического Труда с вручением ордена Ленина и золотой медали «Серп и Молот».
Активно участвовала в общественной жизни Азербайджана. Избиралась депутатов в местные Советы народных депутатов[какие?].
Скончалась в родном селе в 2001 году.
21 марта 2003 года посмертно удостоена Персональной стипендии Президента Азербайджанской Республики.